# Verwaltungsgemeinschaft Happurg
Die Verwaltungsgemeinschaft Happurg liegt im Landkreis Nürnberger Land und wird von folgenden Gemeinden gebildet:
1. Alfeld, 1111 Einwohner, 17,95 km²
2. Happurg, 3772 Einwohner, 42,57 km²

Sitz der 1978 gegründeten Verwaltungsgemeinschaft ist Happurg.